# 梨軍支比丘
梨軍支比丘，釋迦牟尼佛駐世時，釋迦世尊的比丘弟子之一，雖在釋迦牟尼佛教法下出家修行並證到阿羅漢果，但因為過去世曾經不孝父母不肯供養的關係，今世經常得飢餓的果報，最後食沙而亡，為佛門中著名的公案之一，記載於《撰集百緣經》第10卷，此公案也警示後世，因果不昧、因果報應如影隨形，不孝父母、惡口的業報之可怕。

## 內容概要

### 出家證果
當時，釋迦牟尼佛在舍衛國的祇園精舍，舍衛城中有位婆羅門婦女產下一男嬰，這男孩容貌醜陋、身體穢臭，當他要喝奶時，母乳一進到口中都變成敗奶，他的父母只好雇用其他可哺乳的婦女餵養，但仍然發生一樣的狀況，於是只能以酥蜜塗在指上，一點一滴的將他餵養長大，並為他取名為「梨軍支」。就這樣梨軍支在半飢餓的狀態中成長，始終無法得到溫飽，有一天比丘們威儀詳序托地缽進城化緣，然後皆滿缽而返，梨軍支見到很開心，心想自己應該跟隨佛陀出家修行，或許就能得到溫飽，因此來到祇園精舍祈求依止佛陀出家修行，釋迦牟尼佛慈悲應允。梨軍支出家後精進修持，很快地證到了阿羅漢果位。

### 食沙涅槃
梨軍支比丘出家後，每次外出托缽總是空缽而返，因此非常的鬱悶。有一天他經過佛塔看見有少許的污穢，便發心整理使其清潔，結果外出乞食竟然滿缽而返，因此很歡喜地與大眾分享他的境遇，並表示之後希望由他來發心打掃，讓他得以修福並得到溫飽。有天他睡過了頭，舍利弗尊者正好帶領他的五百位弟子前來拜見釋迦牟尼佛，見到佛塔無人打掃就順手整理乾淨，梨軍支比丘醒來後發現佛塔已打掃乾淨，便悵然地向舍利弗表達自己的憂慮：「今日又要飢餓一天了」，舍利弗知道原因後，表示將帶他入城應供以得到飽足，並請他不必擔憂。但這天施主夫婦正在吵架，根本沒有準備供養，兩人只得空缽而返，第二天，舍利弗再次帶著梨軍支比丘到城中的一位長者家接受供養，這次參加的比丘們皆獲得豐富的食物，唯讀梨軍支比丘被遺漏了，他大聲地表達自己尚未分得齋食，但主人竟然沒有聽到，最後只得飢餓而返。
第三天，阿難尊者知道了這件事，深感憐愍，便告知梨軍支比丘：「今日受供養將會為他帶回食物，讓他得以溫飽」，但是能夠受持八萬四千諸法藏門未曾遺漏、於佛陀弟子中記憶力第一的阿難尊者，這天居然將這件事忘得一乾二凈，最後空缽而返。第四天，阿難尊者再次為梨軍支比丘帶回食物，在準備回程的路上遇到惡犬追逐，萬不得以之下，只能丟下食物來脫身。後來目犍連尊者知道了這件事，第五天為他取回食物，但回程的途中遇到了大鵬金翅鳥，大鵬金翅鳥迅速地搶走尊者手中的缽飯然後丟到海中。第六天，舍利弗繼續為梨軍支比丘取回缽飯，到了房門口，房門居然自動關上，怎麼樣也打不開，尊者以神通力把食物送入房內，取食的過程中居然不小心打翻了一地，這天梨軍支比丘還是不得而食。到了第七天，梨軍支比丘依然沒有飯吃，他感到非常的慚愧、深感懺悔，自知業障深重，便於四眾前飲水食沙，最後進入涅槃。

### 因果顯報
比丘們看到了梨軍支比丘奇特的境遇，便請示釋迦牟尼佛：「梨軍支比丘，過去造作何業，讓他出生以來鮮少得到溫飽，又是何因緣讓他今世得以出家得道」，釋迦牟尼佛便向大眾開示梨軍支比丘過去世的種種因緣：
在很久很久以前，波羅奈國有佛陀出世，號為「帝幢」，帝幢佛帶領著祂的比丘弟子們遊化諸國，當時城中有位叫做瞿彌的長者，見到佛陀與僧眾們，深生信敬，於是每天都請佛陀和僧眾們來家中接受供養，後來長者過世了，他妻子依然一本初衷，持續供養佛陀與僧眾們，但是長者的兒子是個吝嗇的人，擔心家產會被母親散盡，於是限制母親的飲食，在飲食受到限制的狀況下，這位母親依然持續供養佛僧，後來這位兒子發現母親的作為，非常的生氣，便把母親軟禁在空屋之中，七天未得飲食，在第七天時這位母親向兒子索求飲食，兒子回答：「你不是吃沙喝水就可以生存了嗎？為何又要向我索取飲食呢？」說完便離去，這位母親後來便因為飢餓而去世，而這位兒子命終後，墮落至阿鼻地獄受無量之苦，苦難受盡後還生人間，也因為過去世的果報，經常未得溫飽。
釋迦牟尼佛告訴比丘們，這位過去曾經令母親飢困而亡的兒子便是現在的梨軍支比丘，但也因為他過去世曾經供養佛陀的緣故，今世有這個因緣福報得遇如來，出家修行並成就道果。

## 外部連結
- 僧人乞討不到飯活活餓死，原來是因為做過這件事 （页面存档备份，存于）
- 佛教故事：僧人吃沙的故事你聽過嗎？ （页面存档备份，存于）